# Petrolisthes magdalenensis
Petrolisthes magdalenensis is een tienpotigensoort uit de familie van de Porcellanidae. De wetenschappelijke naam van de soort is voor het eerst geldig gepubliceerd in 1978 door Werding.